# Ligue 1 2010-2011
Ligue 1 2010-2011 a fost al 73-lea sezon al Ligue 1 care a început pe 7 august 2010 și s-a încheiat pe 29 mai 2011.

## League table
| Poz | Echipa              | MJ | V  | E  | Î  | GM | GP | G   | Pct | Promovare sau retrogradare         |
| --- | ------------------- | -- | -- | -- | -- | -- | -- | --- | --- | ---------------------------------- |
| 1   | Lille (C)           | 38 | 21 | 13 | 4  | 68 | 36 | +32 | 76  | Format:Fb runda2 2011-12 UCL GS    |
| 2   | Marseille           | 38 | 18 | 14 | 6  | 62 | 39 | +23 | 68  | Format:Fb runda2 2011-12 UCL GS    |
| 3   | Lyon                | 38 | 17 | 13 | 8  | 61 | 40 | +21 | 64  | Format:Fb runda2 2011-12 UCL PO    |
| 4   | Paris Saint-Germain | 38 | 15 | 15 | 8  | 56 | 41 | +15 | 60  | Format:Fb runda2 2011-12 UEL PO 1  |
| 5   | Sochaux             | 38 | 17 | 7  | 14 | 60 | 43 | +17 | 58  | Format:Fb runda2 2011-12 UEL PO 1  |
| 6   | Rennes              | 38 | 15 | 11 | 12 | 38 | 35 | +3  | 56  | Format:Fb runda2 2011-12 UEL QR3 2 |
| 7   | Bordeaux            | 38 | 12 | 15 | 11 | 43 | 42 | +1  | 51  |                                    |
| 8   | Toulouse            | 38 | 14 | 8  | 16 | 38 | 36 | +2  | 50  |                                    |
| 9   | Auxerre             | 38 | 10 | 19 | 9  | 45 | 41 | +4  | 49  |                                    |
| 10  | Saint-Étienne       | 38 | 12 | 13 | 13 | 46 | 47 | −1  | 49  |                                    |
| 11  | Lorient             | 38 | 12 | 13 | 13 | 46 | 48 | −2  | 49  |                                    |
| 12  | Valenciennes        | 38 | 10 | 18 | 10 | 45 | 41 | +4  | 48  |                                    |
| 13  | Nancy               | 38 | 13 | 9  | 16 | 43 | 48 | −5  | 48  |                                    |
| 14  | Montpellier         | 38 | 12 | 11 | 15 | 32 | 43 | −11 | 47  |                                    |
| 15  | Caen                | 38 | 11 | 13 | 14 | 46 | 51 | −5  | 46  |                                    |
| 16  | Brest               | 38 | 11 | 13 | 14 | 36 | 43 | −7  | 46  |                                    |
| 17  | Nice                | 38 | 11 | 13 | 14 | 33 | 48 | −15 | 46  |                                    |
| 18  | Monaco (R)          | 38 | 9  | 17 | 12 | 36 | 40 | −4  | 44  | Retrogradare în 2011–12 Ligue 2    |
| 19  | Lens (R)            | 38 | 7  | 14 | 17 | 35 | 58 | −23 | 35  | Retrogradare în 2011–12 Ligue 2    |
| 20  | Arles-Avignon (R)   | 38 | 3  | 11 | 24 | 21 | 70 | −49 | 20  | Retrogradare în 2011–12 Ligue 2    |

Ultima actualizare: 21 May 2011
Sursa: Ligue de Football Professionnel
Reguli de clasare: 
1) puncte; 2) diferența de goluri; 3) goluri marcate.
1As 2010–11 Coupe de France winners Lille are qualified for the UEFA Champions League and cup runners-up Paris St. Germain are already ensured of a UEFA Europa League spot via league placement, the play-off round berth reserved for the cup winners was awarded to Sochaux, the fifth-placed team.
2As Coupe de la Ligue winners Marseille are qualified for the UEFA Champions League, the UEFA Europa League third qualification round berth reserved for the league cup winners was awarded to Rennes, the sixth-placed team.

POZ = Poziția în clasament; (C) = Campioană; (R) = Retrogradată; (P) = Promovată; (E) = Eliminată; (O) = Câștigătoare de play-off; (A) = Avansează în runda următoare. 
Aplicabil doar când sezonul nu este terminat: 
(Q) = Calificare în faza competiției indicată; (TQ) = Calificare în competiție, dar încă nu în faza indicată; (RQ) = Calificată în competiția de retrogradare indicată; (DQ) = Descalificată din competiție.

## Statistici
| Loc | Jucător          | Club                | Goluri |
| --- | ---------------- | ------------------- | ------ |
| 1   | Moussa Sow       | Lille               | 25     |
| 2   | Kévin Gameiro    | Lorient             | 22     |
| 3   | Grégory Pujol    | Valenciennes        | 17     |
| 3   | Youssef El-Arabi | Caen                | 17     |
| 3   | Lisandro López   | Lyon                | 17     |
| 6   | Loïc Rémy        | Marseille           | 16     |
| 7   | Gervinho         | Lille               | 15     |
| 7   | Brown Ideye      | Sochaux             | 15     |
| 7   | Modibo Maïga     | Sochaux             | 15     |
| 10  | Nenê             | Paris Saint-Germain | 14     |

| Loc | Jucător           | Club                | Asisturi |
| --- | ----------------- | ------------------- | -------- |
| 1   | Marvin Martin     | Sochaux             | 19       |
| 2   | Morgan Amalfitano | Lorient             | 12       |
| 3   | Anthony Mounier   | Nice                | 10       |
| 3   | Jaroslav Plašil   | Bordeaux            | 10       |
| 5   | Gervinho          | Lille               | 9        |
| 5   | Eden Hazard       | Lille               | 9        |
| 7   | Ludovic Giuly     | Paris Saint-Germain | 8        |
| 7   | Renaud Cohade     | Valenciennes        | 8        |
| 9   | Jérôme Leroy      | Rennes              | 7        |
| 9   | Yohan Cabaye      | Lille               | 7        |
| 9   | Nenê              | Paris Saint-Germain | 7        |